# Vitznau-Rigi-Bahn
Vitznau-Rigi-Bahn – szwajcarska normalnotorowa kolej zębata, pierwsza tego typu w Europie.
Prowadzi z Vitznau (kanton Lucerna) nad Jeziorem Czterech Kantonów do stacji Rigi Kulm (kanton Schwyz) pod wierzchołkiem szczytu Rigi.

## Historia
Została zbudowana przez inżyniera Niklausa Riggenbacha. Pierwszy odcinek wiódł z Vitznau (436 m n.p.m.) do Rigi Staffel (1604 m n.p.m.) - w 1875 r. doprowadzono dotąd również drugą normalnotorową linię Arth-Rigi-Bahn z Goldau. Dnia 23 czerwca 1873 roku odcinek został przedłużony do Rigi Kulm na wysokości 1752 m n.p.m. Dolny odcinek linii (po stację Rigi Staffelhöhe (ok. 1550 m n.p.m.) znajduje się w kantonie Lucerna, górny - w kantonie Schwyz. Linia składa się z jednego toru, na każdym przystanku znajduje się dodatkowy tor.
Na początku eksploatacji kolej była eksploatowana tylko w okresie letnim. Obecnie jest eksploatowana również zimą. Czas jazdy wynosi ok. 35 minut.
W 1937 roku Vitznau-Rigi-Bahn została zelektryfikowana.

## Linki zewnętrzne

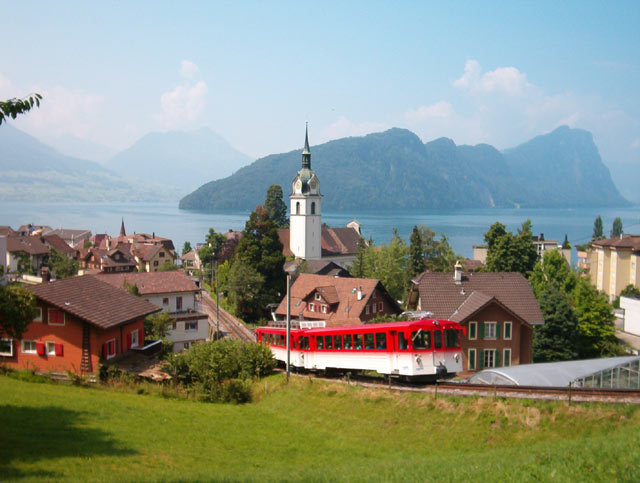
Wagon motorowy w Vitznau

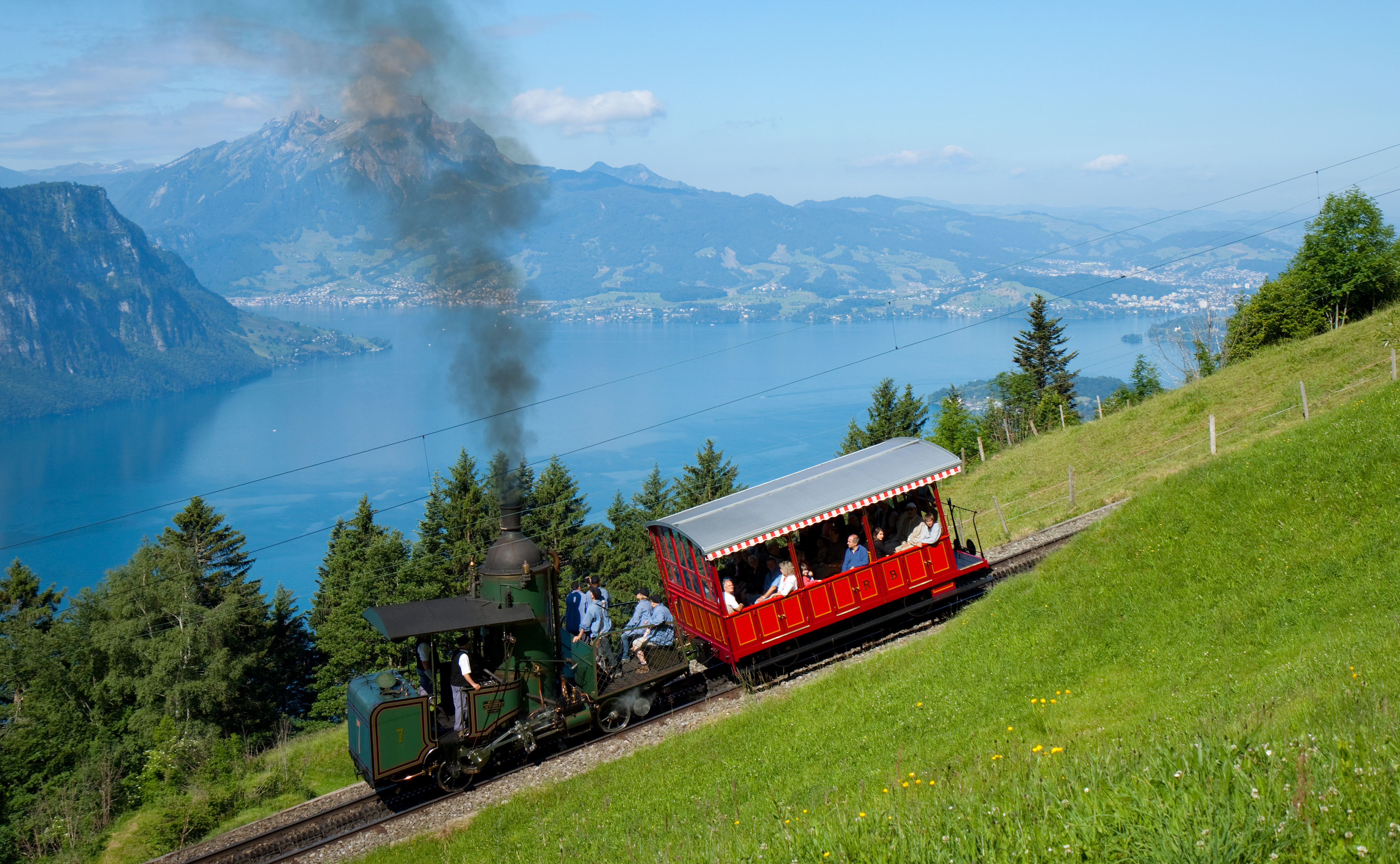
Parowóz H 1/2 z wagonem turystycznym